# Luchthaven Aboe Simbel
Luchthaven Aboe Simbel (IATA: ABS, ICAO: HEBL) is een luchthaven in Aboe Simbel, Egypte. Er worden door twee maatschappijen vluchten aangeboden naar Aswan: Air Memphis en EgyptAir. In 2006 verwerkte de luchthaven 499.172 passagiers.

## Luchtvaartmaatschappijen en Bestemmingen
- EgyptAir - Aswan, Cairo
- EgyptAir Express -  Aswan, Cairo, Marsa Alam